# Timothy Rugg
Timothy Rugg (Bethesda, 24 november 1985) is een Amerikaans voormalig wielrenner.

## Carrière
In 2011 werd Rugg derde op het nationale wegkampioenschap voor eliterenners zonder contract, achter Max Korus en Jesse Moore. Twee jaar later werd hij achter Robert Sweeting tweede in de proloog van de Cascade Cycling Classic.
In 2014 werd hij onder meer achttiende in de Winston-Salem Cycling Classic, negentiende in het eindklassement van de Grote Prijs van Saguenay en achttiende in die van de Tour de Beauce. In het seizoen 2015 reed hij voor Lupus Racing Team. Namens deze ploeg reed hij onder meer de Joe Martin Stage Race en de Ronde van de Gila. Zijn contract werd eind mei beëindigd, waarna hij in september nog vijftiende werd in de Reading 120.
In november 2016 behaalde Rugg zijn eerste UCI-overwinning door de proloog van de Ronde van Rwanda op zijn naam te schrijven. Het 3,3 kilometer lange parcours in Kigali legde hij sneller af dan Amanuel Gebrezgabihier en Joseph Areruya, die op de tweede en derde plaats eindigden. De leiderstrui die hij hieraan overhield raakte hij een dag later kwijt aan Areruya. In de derde etappe, met aankomst heuvelop, won Rugg met een voorsprong van twee seconden op Areruya, Metkel Eyob en Tesfom Okubamariam. Een dag na deze tweede overwinning maakte Rugg op Twitter bekend op zoek te zijn naar een nieuwe ploeg voor het seizoen 2017. Door onder meer een zevende en zesde plaats in de laatste twee etappes eindigde Rugg op plek elf in het algemeen klassement, met een achterstand van bijna zes minuten op winnaar Valens Ndayisenga.
In 2017 vertrok Rugg naar het Duitse Bike Aid. Namens die ploeg werd hij onder meer twintigste in het eindklassement van La Tropicale Amissa Bongo en nam hij deel aan de Ronde van de Alpen. In 2018 maakte hij de overstap naar Java Partizan. Namens die ploeg werd hij in februari vierde in de proloog van de Grote Prijs van Algiers. Na vier dagen eindigde hij op de zesde plek in het klassement, op 48 seconden van winnaar en ploeggenoot Charalampos Kastrantas. In augustus van dat jaar won Rugg de vierde etappe in de Ronde van Rwanda door met een voorsprong van ruim twee minuten op Samuel Hakiruwizeye als eerste solo over de streep te komen.

## Overwinningen
2016
Proloog en 3e etappe Ronde van Rwanda
2018
4e etappe Ronde van Rwanda

## Ploegen
- 2015 –  Lupus Racing Team (tot 31-5)
- 2017 –  Bike Aid
- 2018 –  Java Partizan
- 2019 –  BAI-Sicasal-Petro de Luanda (tot 31-7)
- 2021 –  Team Skyline
- 2022 –  Team Skyline (tot 30-3)

Beyer · David · Flautt · Gravois · Jeannès · Jowsey · E. Murphy · K. Murphy · Neagos · Olheiser · Rugg · Schurman · Stone · Vaubourzeix
Beck · Bichlmann · van Engelen · Habtom · Holler · Kangangi · Kipkemboi · Langat · Lechner · Mengis · Rugg · Schäfer · Schnapka · Teshome · Thömel · Kagimu (stagiair) · Kiplagat (stagiair)
Alfian · Ford · Galović · N. Jovanović · S. Jovanović · Kastrantas · Kervadec · Keuser · Klisurić · Roman · Rugg · Schils · Tigrine · Veselinović
André · António · B. Araújo · C. Araújo · Carvalho · Chiquito · Cole · De Almeida · Isidoro · Nzamba · Rugg · Silva · Tuto · Zacarias · Duarte (stagiair)